# Meddobje
Meddobje (v španščini Entresiglo) je literarna in splošnokulturna slovenska revija, ki izhaja v Argentini.
Revijo je leta 1954 ustanovila Slovenska kulturna akcija (SKA) v Buenos Airesu. Podnaslov revije Splošno kulturna revija ima špansko različico Revista de cultura general. Meddobje označuje čas pred velikimi spremembami, med starim domom in novim svetom. Gre za neko vmesno dobo med vojno in njenimi posledicami ter obdobjem, ki bo prineslo odgovore na vprašanja vrnitve, sprave in nov politični režim v domovini Sloveniji. Revija je namenjena ljubiteljem umetnosti in izobražencem, ki naj bi z eseji in leposlovjem »posegali med probleme slovenskih izseljencev«. V njej objavljajo poezijo, prozo, razprave in eseje, ankete, natečaje, prispevke o gledališču, glasbi, arhitekturi ter knjižne ocene. Znana je po bogatih ilustracijah likovnih umetnikov Bare Remec, Ivana Bukovca, Franceta Goršeta, Milana Volovška in nekaterih drugih.
V reviji objavljajo najpomembnejši slovenski kulturni delavci v zdomstvu in zamejstvu svoje leposlovne prispevke, prevode, umetnostne in literarnoumetnostne razprave ter kulturne glose in kulturnopolitične eseje o domačih in svetovnih dogajanjih. Vanjo pišejo predvsem slovenski povojni emigranti in njihovi potomci ter tudi nekateri Slovenci iz domovine in zdomstva. Kulturniki so skrbeli za kulturo in jo skušali vzdrževati na tako visoki ravni, da bi Slovencem omogočila obstanek tako v domovini kot v emigraciji.

## Izhajanje in obseg revije
Prvi letnik revije je izšel v Buenos Airesu leta 1954, v letih 1960, 1962 in 1965 revija ni izhajala, nekaj težav so imeli tudi v 80. in 90. letih. Prva urednika sta bila Ruda Jurčec in Zorko Simčič, leta 1961 se jima je pridružil še Rafko Vodeb. Simčič in Vodeb sta odšla v času izdaje 9. letnika in Ruda Jurčec je ostal sam na čelu uredništva do sredine leta 1969. Na pomoč mu je priskočil Tine Debeljak, katerega je nasledil France Papež. Slednji je uredniškemu delu posvetil dobrih 26 let, deloval je kar do sredine leta 1996. Po razcepu v Slovenski kulturni akciji je revijo od leta 1970 urejal uredniški konzorcij v sestavi Tine Debeljak, France Papež, Srečko Baraga, Marijan Eiletz, Mirko Gogala in Nikolaj Jeločnik, kasneje se jim je pridružil še Alojz Kukovica. Med letoma 1972 in 1996 je revijo urejal predvsem France Papež, leta 1997 Vinko Rode, od 1998 do 2002 Marijan Eiletz, za njim Tine Debeljak, od leta 2005 dalje pa zanjo skrbi Tone Mizerit.
Meddobje ni izhajalo redno, do leta 2010 je z nekaj prekinitvami izšlo 44 letnikov revije. Število izdanih številk posameznega letnika je nihalo od ene pa vse do šest številk, med katerimi pa so bile posamezne številke enojne, dvojne ali trojne. V zadnjih letih izhajanja revije se je število omejilo le še na dve oziroma eno dvojno številko letno, kar kaže na postopno zmanjšanje obsega revije in manjšo ustvarjalnost avtorjev.

## Razvoj revije
V reviji je svoja dela objavilo preko štiristo avtorjev, katerih dela so se navadno delila po naslednjih poglavjih (skozi leta so se vrstni red in naslovi rubrik rahlo spreminjali):
- 0 SPLOŠNO - uvodi, ankete, natečaji
- 1 LEPOSLOVJE – poezija
- 2 LEPOSLOVJE – proza
- 3 RAZPRAVE IN ESEJI
- 4 ČRKE, BESEDE, MISLI (avtor Ruda Jurčec)
- 5 ČAS NA TRIBUNI
- 6 ČRTA IN PROSTOR (umetnost)
- 7 GLEDALIŠČE
- 8 GLASBA
- 9 KNJIŽNE OCENE
- 10 KRONIKA - ZAPISI (kulturni večeri SKA)
- 11 SLIKOVNE PRILOGE
- 12 ŠPANSKI TEKSTI.

Pisatelj Zorko Simčič in esejist Ruda Jurčec sta dala začetnim letnikom revije poseben usmeritveni pečat. Pisci so predstavljali kulturno življenje doma in po svetu, objavljali so kritike, ocene, poročila o knjigah in razstavah ter različne preglede. V prvem desetletju je pri ustvarjanju revije sodelovalo veliko število ljudi, v njej je objavljalo več kot štirideset pisateljev, pesnikov, esejistov, kritikov in drugih sodelavcev.
Leta 1969 se je začelo novo obdobje izhajanja in razvoja revije. SKA in z njim Meddobje je tega leta doživljalo svojo prvo krizo zaradi spora, ki je bil vodstvene in ideološke narave. Kulturniki so hoteli kot člani politične emigracije delovati neodvisno, tudi SKA je ob ustanovitvi nastopila kot popolnoma svobodna in neopredeljena ustanova, ki ji je bil edini cilj krščanski pogled na svet, pripadnost politični emigraciji in čim višja kakovost kulturnega ustvarjanja. Nekaterim vse prej opisano ni bilo dovolj in so hoteli, da se ustanova tudi politično, tj. strankarsko opredeli. Zaradi neopredeljenosti so bili zadržani in sumničavi, nekateri so ji tudi javno nasprotovali. Kriza SKA se je pojavila kot nesoglasje med manjšino, ki sta jo predstavljala Ruda Jurčec in Alojzij Geržinič, in ostalo večino. Manjšina (predvsem Jurčec) je zagovarjala stališče, da se mora SKA izrecno opredeliti za protikomunistično ustanovo in prevzeti politično nalogo. Ostali so zagovarjali zmernejša stališča. Zaradi nesoglasja je Jurčec odšel. V 70. letih je ponovno oživela založba, razširil se je krog sodelavcev, revija je redno izhajala ter utrjevala svoj položaj osrednje kulturno-literarne revije v izseljenstvu. Slabe ekonomske razmere in upad ustvarjalne dejavnosti so revijo pripeljale do druge krize v letih 1979−1981.
Tretje obdobje revije se pričenja po letu 1982, ko so se reviji pridružili še izseljenski ustvarjalci iz drugih držav. Jože Cukale je tako pošiljal svoje prispevke iz Indije, Vladimir Kos iz Japonske, Ted Kramolc iz Kanade, Vinko Beličič, Milena Merlak Detela in Lev Detela iz evropskega izseljenstva, svoj delež pa so prispevali tudi pripadniki nove, mlajše generacije Slovencev, ki se je že rodila v Argentini (Andrej Rot, Katica Cukjati).
V četrtem obdobju je poudarek na vračanju v preteklost, saj je začel France Papež objavljati bogato arhivsko gradivo in dokumentirati značilnosti zdomske kulturne dejavnosti. Objavljalo se je tudi gradivo o glasbeni dejavnosti Slovencev v Argentini.
Poleg slovenskih so avtorji objavljali tudi besedila v španskem jeziku, vendar je delež teh opazno manjši. Večinoma so španski le uvodni članki, prevodi del slovenskih avtorjev ali pesmi, ki jih praviloma spremlja tudi slovenski prevod. Mlajše generacije Slovencev vse manj obvladajo slovenski jezik in vse več jih piše v španščini. Ob pregledu novejših številk revije se je pokazalo, da je tako v prozi kot v poeziji vse več prevodov del iz španščine v slovenščino.